# Samtse FC
Der Samtse Football Club ist ein 2012 gegründeter bhutanischer Fußballverein aus Samtse im Distrikt Samtse. Aktuell spielt der Verein in der höchsten Liga des Landes, der Bhutan National League.

## Geschichte
Der Verein wurde 2012 gegründet. Im Jahr 2013 wurde der Verein wegen finanzieller Schwierigkeiten wieder aufgelöst. 2023 wurde der Verein wieder ins Leben gerufen. 2024 nahm der Verein an den Qualifikationsspielen zur Bhutan Premier League tei. Hier belegte man hinter dem Daga United FC den zweiten Platz und stieg somit in die erste Liga auf.

## Erfolge
- Premier League Qualifiers: 2024 (2. Platz)[1]  ▲

## Stadion
Seine Heimspiele trägt der Verein im Samtse Dzongkhag Ground in Samtse aus. Das Stadion hat ein Fassungsvermögen von 2000 Personen. Das Spielfeld ist mit Kunstrasen ausgestattet.